# 25 Jahre – Das Konzert
25 Jahre Karat – Das Konzert ist das zweite Livealbum der deutschen Rockgruppe Karat aus dem Jahr 2001.

## Inhalt
Das am 9. September 2000 aufgezeichnete Jubiläumskonzert, das im Rahmen der Karat meets Classic -Tour lief, fand in der ausverkauften Parkbühne Wuhlheide vor über 17.000 Menschen in Berlin statt. Während des Konzertes traten zahlreiche Gäste auf; beispielsweise Thomas Kurzhals bei Hab’ den Mond mit der Hand berührt, Thomas Natschinski bei Ich liebe jede Stunde, Peter Maffay bei Mich zwingt keiner auf die Knie und Über sieben Brücken sowie Ulrich „Ed“ Swillms bei Die Glocke 2000, Mich zwingt keiner auf die Knie und Über sieben Brücken. Herbert Dreilichs Sohn Claudius, der nach dessen Tod im Jahr 2004 die Nachfolge als Sänger bei Karat antrat, sang während dieses Konzertes erstmals öffentlich einen Karat-Titel (Abendstimmung). Dieser Auftritt sollte schließlich nicht unbedeutend für seine spätere Wahl zum Karat-Sänger sein. Das Filmorchester Babelsberg unter der Leitung von Scott Lawton stand der Band während des gesamten Konzerts zur Seite. Die auf diesem Album zu hörenden Versionen der Karat-Lieder wirken durch die Untermalung des Sinfonieorchesters zum Teil noch getragener als die Originale (z. B. Schwanenkönig, Glocke Zweitausend, Der Ozean). In Titeln wie Ich liebe jede Stunde, Der achte Tag oder Der blaue Planet mit seinem Drumsolo (teilweise nicht auf der CD enthalten) sind längere Soli und Improvisationen untergebracht. Auf dem CD-Album sind neben den Konzertausschnitten drei Bonustracks (Studioaufnahmen neuer Songs) und ein enhanced Track (ein Videoclip von Musik zu einem nichtexistierenden Film und Der Schwanenkönig) enthalten.
Weder die VHS, noch die DVD oder die CD enthalten das gesamte Konzert. Einige Titel (etwa Albatros) sind noch immer nicht veröffentlicht.
Als Single wurde Dann kann ich fliegen mit den beiden nicht auf dem Album veröffentlichten Live-Tracks In deiner Galerie und Blumen aus Eis ausgekoppelt.

## Besetzung
- Herbert Dreilich (Gesang)
- Martin Becker (Keyboards)
- Bernd Römer (Gitarre)
- Michael Schwandt (Schlagzeug, Perkussion)
- Christian Liebig (Bassgitarre)

## Titelliste
CD
1. Der Schwanenkönig (Swillms/Kaiser) (6:07)
2. Der Gewitterregen (Swillms/Kaiser) (4:19)
3. Hab’ den Mond mit der Hand berührt (Kurzhals/Dreilich) (4:08)
4. Ich liebe jede Stunde (Swillms/Kaiser, Dreilich) (8:15)
5. Der Ozean (Dreilich/Dreilich) (3:09)
6. Die Glocke 2000 (Dreilich/Kaiser) (4:10)
7. Mich zwingt keiner (Swillms/Kaiser) (4:02) Duett mit Peter Maffay
8. Der blaue Planet (Swillms/Kaiser) (5:50)
9. Über sieben Brücken (Swillms/Richter) (3:37) Duett mit Peter Maffay
10. Dann kann ich fliegen (Dreilich/Dreilich) (3:40)
11. Wer einmal lügt (Dreilich/Dreilich) (2:59)
12. Für ein paar Stunden (Dreilich/Dreilich) (3:15)

| VHS 1. Musik zu einem nichtexistierenden Film (Swillms) 2. Der Schwanenkönig (Swillms/Kaiser) 3. Der Gewitterregen (Swillms/Kaiser) 4. Hab’ den Mond mit der Hand berührt (Kurzhals/Dreilich) 5. Ich liebe jede Stunde (Swillms/Kaiser, Dreilich) 6. Abendstimmung (Swillms/Lasch) mit Claudius Dreilich 7. Der Ozean (Dreilich/Dreilich) 8. Der achte Tag (Becker/Dreilich) 9. In deiner Galerie (Swillms/Kaiser) 10. Die Glocke 2000 (Dreilich/Kaiser) 11. Mich zwingt keiner (Swillms/Kaiser) Duett mit Peter Maffay 12. Blumen aus Eis (Swillms/Kaiser) 13. Das Narrenschiff (Swillms/Kaiser) 14. Der blaue Planet (Swillms/Kaiser) 15. Drumsolo (Schwandt, Engel) Drum-Duell von Michael Schwandt und Bertram Engel 16. Über sieben Brücken (Swillms/Richter) Duett mit Peter Maffay | DVD 1. Schwanenkönig (Swillms/Kaiser) 2. Gewitterregen (Swillms/Kaiser) 3. Hab’ den Mond mit der Hand berührt (Kurzhals/Dreilich) 4. Ich liebe jede Stunde (Swillms/Kaiser, Dreilich) 5. Abendstimmung (Swillms/Lasch) mit Claudius Dreilich 6. Der Ozean (Dreilich/Dreilich) 7. Die Glocke 2000 (Dreilich/Kaiser) 8. Mich zwingt keiner (Swillms/Kaiser) Duett mit Peter Maffay 9. Blumen aus Eis (Swillms/Kaiser) 10. König der Welt (Swillms/Demmler) 11. Magisches Licht (Swillms/Kaiser) 12. Der blaue Planet (Swillms/Kaiser) 13. Vorstellung der Band 14. Über sieben Brücken (Swillms/Richter) Duett mit Peter Maffay |